# Mega traslochi
Mega traslochi (Monster Moves) è un programma televisivo documentaristico britannico del 2005, che è andato in onda dal 25 luglio 2005 al 6 gennaio 2014. Il programma è andato in onda su Channel 5 nel Regno Unito e in Italia su Discovery Science, Focus e DMAX. Sono stati prodotti 31 episodi e 6 stagioni.

## Trama
Un gruppo di persone spostano enormi edifici e strutture per centinaia di miglia da un luogo all'altro. Hanno molti problemi lungo alla strada ma poi riescono a terminare il lavoro.

## Episodi
| Stagioni         | Episodi | Prima TV UK |
| ---------------- | ------- | ----------- |
| Prima stagione   | 3       | 2005        |
| Seconda stagione | 4       | 2006-2007   |
| Terza stagione   | 6       | 2008        |
| Quarta stagione  | 6       | 2009        |
| Quinta stagione  | 6       | 2011        |
| Sesta stagione   | 6       | 2013-2014   |

### Stagione 1 (2005)
| n° | Titolo originale | Prima TV UK    |
| -- | ---------------- | -------------- |
| 1  | Mammoth Mansions | 25 luglio 2005 |
| 2  | Tall Towers      | 1 agosto 2005  |
| 3  | Long Loads       | 8 agosto 2005  |

### Stagione 2 (2006-2007)
| n° | Titolo originale  | Prima TV UK |
| -- | ----------------- | ----------- |
| 1  | Historic Homes    | 2006        |
| 2  | Colossal Churches | 2006        |
| 3  | Massive Machines  | 2006        |
| 4  | Total Towns       | 2007        |

### Stagione 3 (2008)
| n° | Titolo originale  | Prima TV UK    |
| -- | ----------------- | -------------- |
| 1  | Rescuing Ramesses | 4 marzo 2008   |
| 2  | Risky Rescues     | 11 marzo 2008  |
| 3  | Long Locomotive   | 18 marzo 2008  |
| 4  | Wooden Wonders    | 16 aprile 2008 |
| 5  | Historic Hulks    | 30 aprile 2008 |
| 6  | Huge Homes        | 7 maggio 2008  |

### Stagione 4 (2009)
| n° | Titolo originale          | Titolo italiano         | Prima TV UK    |
| -- | ------------------------- | ----------------------- | -------------- |
| 1  | Supersize Submarine       | Sottomarini giganteschi | 23 giugno 2009 |
| 2  | Titanic Towns             | Città titaniche         | 30 giugno 2009 |
| 3  | Millionaire's Mega Yachts | Yacht da nababbi        | 7 luglio 2009  |
| 4  | Million-Dollar Mansions   |                         | 14 luglio 2009 |
| 5  | Colossal Courthouse       |                         | 21 luglio 2009 |
| 6  | Supersize Steamship       |                         | 28 luglio 2009 |

### Stagione 5 (2011)
| n° | Titolo originale     | Prima TV UK    |
| -- | -------------------- | -------------- |
| 1  | Ship Sink            | 5 aprile 2011  |
| 2  | Spectacular Spitfire | 12 aprile 2011 |
| 3  | Titanic Trains       | 19 aprile 2011 |
| 4  | Mammoth Machines     | 26 aprile 2011 |
| 5  | Ocean Odyssey        | 3 maggio 2011  |
| 6  | Mountain Mission     | 10 maggio 2011 |

### Stagione 6 (2013-2014)
| n° | Titolo originale   | Titolo italiano     | Prima TV UK       |
| -- | ------------------ | ------------------- | ----------------- |
| 1  | Titanic Train Trek | Locomotive a vapore | 29 agosto 2013    |
| 2  | Big Bomber         | Il jet              | 20 settembre 2013 |
| 3  | Gigantic Gun       |                     | 27 settembre 2013 |
| 4  | Huge Helicopter    | Elicottero pesante  | 4 ottobre 2013    |
| 5  | Floating Town      |                     | 6 dicembre 2013   |
| 6  | Huge Hovercraft    | L'hovercraft        | 6 gennaio 2014    |

## Trasmissione
Il documentario è andato in onda nel Regno Unito, dal 25 luglio 2005 al 6 gennaio 2014 su Channel 5. In Italia, è andato in onda su Discovery Science e dal 25 marzo 2014 su DMAX.